# Бомени (замък)
Замъкът Бомени (на френски: Château de Beaumesnil) се намира в департамента Йор във Франция (община Бомени).
Построен е от благородника Жак дьо Нонан за неговата съпруга Мари Дове Десмаре върху руините на по-древен замък, чиито следи, обрасли с дървета, все още могат да се видят насред заобикалящия го ров. Строежът на замъка започва през 1633 г. и завършва през 1640 г.
Замъкът се отличава със своята архитектура – той е един от малкото запазени паметници в стила Луи XIII (другите такива паметници във Франция са фонтанът Медичи и дворецът Сюли, разположени в Париж).
Замъкът е бил собственост последователно на фамилиите Монморанси-Лавал, Бетюн-Шаро, Местр и на великия руски княз Дмитрий. През 1939 г. Бомени е купен от Жан Фюрстенберг, който се заема да му върне някогашния блясък. След неговата смърт през 1982 г. замъкът става притежание на Фондация Фюрстенберг-Бомени (La Fondation Fürstenberg-Beaumesnil), която оттогава се грижи за поддръжката както на самия замък, така и на неговите колекции и прилежащия му парк.